# Trichoglottis philippinensis
Trichoglottis philippinensis es una especie de orquídea, originaria de Asia.

## Descripción
Es una planta mediana a grande, que prefiere el clima cálido, de hábito epifita tiene tallos alargados, erectos, y ramificados, con hojas oblongas a oblongo-ovadas. Florece en una corta inflorescencia axilar con flores fragantes cerca del tallo en la primavera y el verano.

## Distribución y hábitat
Se encuentra en las Filipinas y Borneo en elevaciones de 100 a 300 metros, donde se encuentra en las tierras bajas. 

## Taxonomía
Trichoglottis philippinensis fue descrita por John Lindley y publicado en Philippine Journal of Science 65: 391. 1938.
Etimología
Trichoglottis, (abreviado Trgl.): nombre genérico que deriva de las palabras griegas: θρίξ = "pelos" y γλῶττα = "lengua".
philippinensis: epíteto geográfico que alude a su localización en Filipinas.
Sinonimia
- Arachnis philippinensis (Lindl.) Ames
- Staurochilus philippinensis (Lindl.) Backer
- Stauropsis philippinensis (Lindl.) Rchb.f.[3][4]